# Antillai csónakfarkú
Az antillai csónakfarkú (Quiscalus niger) a madarak osztályának verébalakúak (Passeriformes) rendjébe, azon belül a csirögefélék (Icteridae) családjába tartozó faj.

## Rendszerezése
A fajt Pieter Boddaert holland ornitológus írta le 1783-ban, az Oriolus nembe Oriolus niger néven.

## Alfajai
- Quiscalus niger caribaeus (Todd, 1916) - Kuba nyugati része és a Juventud-sziget
- Quiscalus niger gundlachii (Cassin, 1867) - Kuba középső és keleti része
- Quiscalus niger caymanensis (Cory, 1886) - Nagy-Kajmán sziget, Kajmán-szigetek
- Quiscalus niger bangsi (J. L. Peters, 1921) - Kis-Kajmán sziget, Kajmán-szigetek
- Quiscalus niger crassirostris (Swainson, 1838) - Jamaica
- Quiscalus niger niger (Boddaert, 1783)- Hispaniola szigete
- Quiscalus niger brachypterus (Cassin, 1867)[2] - Puerto Rico

## Előfordulása
A Nagy-Antillákoz tartozó Kajmán-szigetek, Kuba, a Dominikai Köztársaság, Haiti, Jamaica és Puerto Rico területén honos, kóborlóként eljut Arubára is. 
A természetes élőhelye tengerpartok, mangroveerdők, édesvizű tavak, folyók, patakok és mocsarak környéke, valamint vidéki kertek és városi környezet. Állandó, nem vonuló faj.

## Megjelenése
Testhossza 30 centiméter, testtömege 62 gramm.
|  |

## Életmódja
Mindenevő, ízeltlábúakkal és magvakkal is táplálkozik.